# Black Water: Abyss
Série Black Water
Black Water
(2007)
Pour plus de détails, voir Fiche technique et Distribution.
Black Water: Abyss est un film australo-américain réalisé par Andrew Traucki, sorti en 2020.

## Synopsis
Au plus profond des forêts australiennes, un groupe d'amis explore un système de grottes isolées lorsqu'une tempête tropicale frappe. Alors que les eaux de crue les emprisonnent profondément sous la surface, un grand Crocodile marin les traque et les attaque un par un. Deux touristes japonais se perdent dans la forêt australienne et tombent dans une grotte isolée, la tanière de la bête, où ils sont pris en embuscade et tués. Cinq explorateurs passionnés, Cash (Anthony Sharpe), Eric (Luke Mitchell) Jennifer (Jessica McNamee), Victor (Benjamin Hoetjes) et Yolanda (Amali Golden), se rendent à la grotte que Cash a précédemment découverte. Cash refuse d'écouter un avertissement de tempête de l'application météo et ils continuent dans la grotte. Ils suivent un tunnel jusqu'à un lac ouvert. À l'insu du groupe, il commence à pleuvoir et la grotte commence à être inondée, bientôt le chemin par lequel ils sont entrés est maintenant submergé sous l'eau. Ils commencent à chercher une issue mais ne se rendent pas compte de la présence de la bête. Victor voit quelque chose dans l'eau et quitte le groupe pour le récupérer. Il est attaqué par la bête mais survit avec de graves blessures. Cash et Eric partent chercher une sortie tandis que les autres restent derrière. En nageant sous l'eau jusqu'au tunnel qu'ils ont traversé, ils atteignent la sortie et réalisent qu'elle est bloquée par des rochers. Ils décident alors de revenir en arrière et de chercher un autre moyen. Eric, ayant le pied coincé entre deux rochers, passe près de la noyade tandis que Cash revient au premier tunnel, mais est bientôt attaqué par la bête et tué. Eric atteint le tunnel et remarque la lampe torche de Cash dans l'eau. Il revient dans le groupe.

## Fiche technique
- Titre : Black Water: Abyss
- Réalisation : Andrew Traucki
- Scénario : John Ridley et Sarah Smith
- Musique : Michael Lira
- Pays :  Australie /  États-Unis
- Langue : anglais
- Société de production : B2W Abyss Films Pty LTD (Australie)
- Société de distribution : R&R Films (Australie)
- Durée : 98 minutes
- Dates de sortie : 
  - Australie : 6 août 2020[1]
  - États-Unis : 7 août 2020[2]

## Distribution
- Jessica McNamee : Jennifer
- Luke Mitchell : Eric
- Amali Golden : Yolanda
- Benjamin Hoetjes : Viktor
- Anthony J. Sharpe : Cash